# Laaghalen
Laaghalen est un hameau situé dans la commune néerlandaise de Midden-Drenthe, dans la province de Drenthe.